# Alissonotum piceum
Alissonotum piceum är en skalbaggsart. Alissonotum piceum ingår i släktet Alissonotum och familjen Dynastidae.

## Underarter
Arten delas in i följande underarter:
- A. p. fujiokai
- A. p. besucheti